# Puquio
Puquio – miasto w Peru, w regionie Ayacucho, stolica prowincji Lucanas. W 2008 liczyło 14 571 mieszkańców.